# Доња Бијења
Доња Бијења је насељено мјесто у општини Невесиње, Република Српска, БиХ. Према попису становништва из 1991. у насељу је живјело 281 становника.

## Историја
У Доњој Бијењи се налази Основна школа "Ристо Пророковић" и џамија из прве половине XV вијека. У селу се налази и миљоказ из римског доба, као и у локалном муслиманском гробљу, заједничком за Доњу и Горњу Бијењу. Између Доње и Горње Бијење, на локалитету Орашнице, смјештена је некропола стећака, у некрополи су видљиви и тумулуси из илирског доба.

## Становништво
На Попису из 1991. године у Доњој Бијењи је живјела 281 особа, бошњачке и српске националности. Од српских породица у Доњој Бијењи су пописане породице: Богдановић, Буквић, Чабрило, Дакић, Хајваз, Кнежевић, Радовић, Рашовић, Рул, Жерајић и Шаренац; од бошњачких: Челебић, Џемић, Гачанин, Грбић, Хасић, Караџа, Казазовић, Кујан, Лерић, Масло, Пајевић, Раткушић и Зољ.
| Демографија | Демографија | Демографија |
| Година      | Становника  | Становника  |
| ----------- | ----------- | ----------- |
| 1961.       | 554         |             |
| 1971.       | 522         |             |
| 1981.       | 391         |             |
| 1991.       | 281         |             |